# Лазурное (Алушта)
Лазу́рное (укр. Лазурне, крымскотат. Lazurnoye, Лазурное) — село (до 2009 года — посёлок) на Южном берегу Крыма. Входит в городской округ Алушта Республики Крым (согласно административно-территориальному делению Украины — в составе Маломаякского сельского совета Алуштинского горсовета Автономной Республики Крым).

## Население
| 2001 | 2014 |
| ---- | ---- |
| 151  | ↘148 |

Всеукраинская перепись 2001 года показала следующее распределение по носителям языка:
| Язык       | Число жит. | Процент |
| ---------- | ---------- | ------- |
| русский    | 140        | 92,72   |
| украинский | 10         | 6,62    |
| армянский  | 1          | 0,66    |

### Динамика численности
- 1989 год — 249 чел.[11]
- 2001 год — 151 чел.
- 2009 год — 172 чел.[12]
- 2014 год — 148 чел.[13]

## Современное состояние
На 2018 год в Лазурном числится 7 улиц и 1 переулок; на 2009 год, по данным сельсовета, село занимало площадь 107 гектаров на которой, в 57 дворах, проживало 172 человека. Лазурное связано автобусным сообщением (маршрут № 110) с Алуштой и соседними населёнными пунктами.

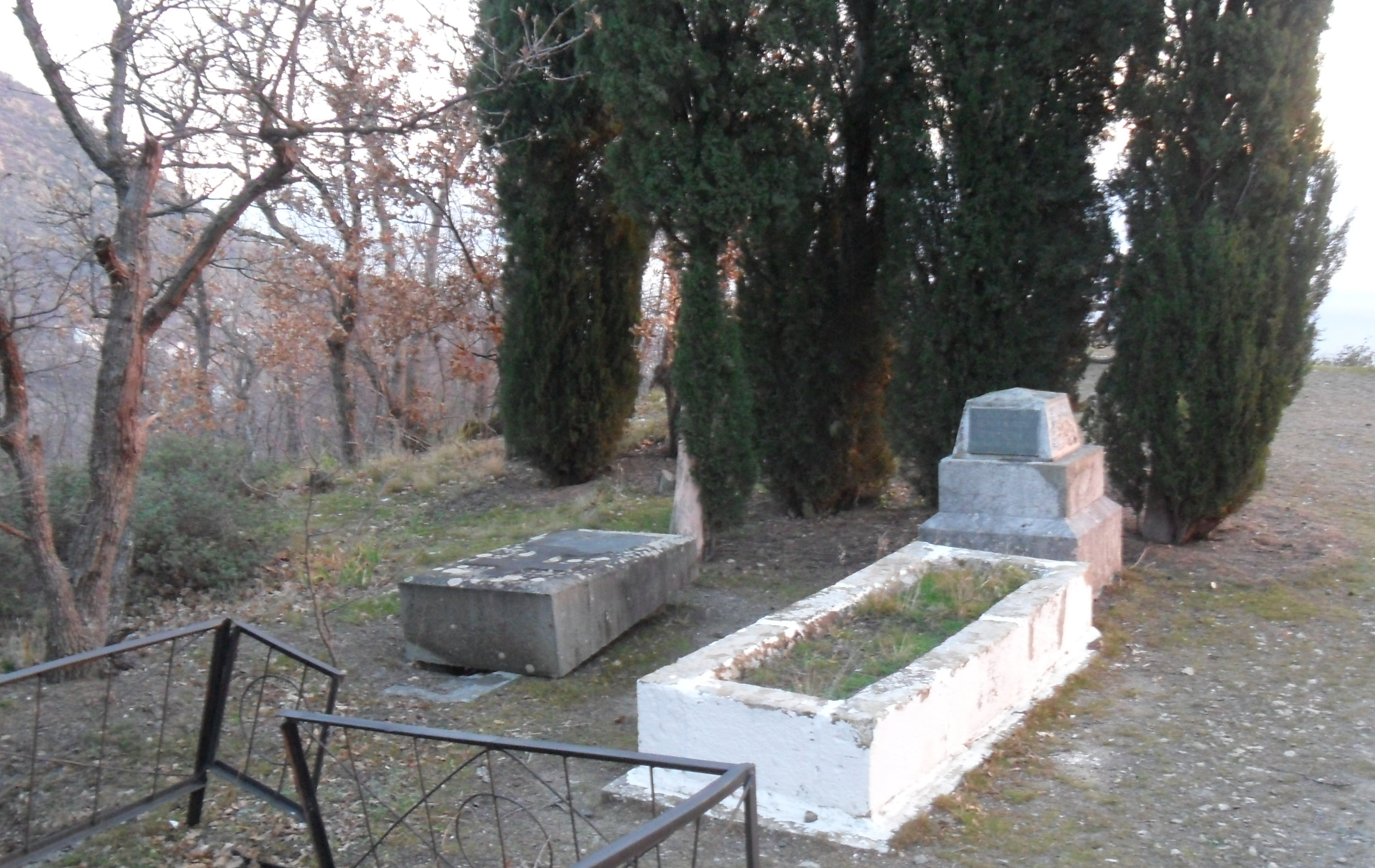
Могила Н. П. Сусловой, первой русской женщины - доктор медицины, в 700 метрах к юго-западу от села

## География
Находится на Южном берегу Крыма, на берегу Чёрного моря, у подножия горы Кастель в балке безымянного ручья, высота центра села над уровнем моря 126 м. Расстояние до Алушты около 9 километров (по шоссе), в 55 км от Симферополя, ближайшая железнодорожная станция — Симферополь-Пассажирский — примерно в 57 километрах. Соседние населённые пункты: в 1,5 км на северо-запад — село Виноградное (прямого сообщения нет) и, также в 1,5 км, но уже на юго-запад, по берегу моря — посёлок Чайка.

## История

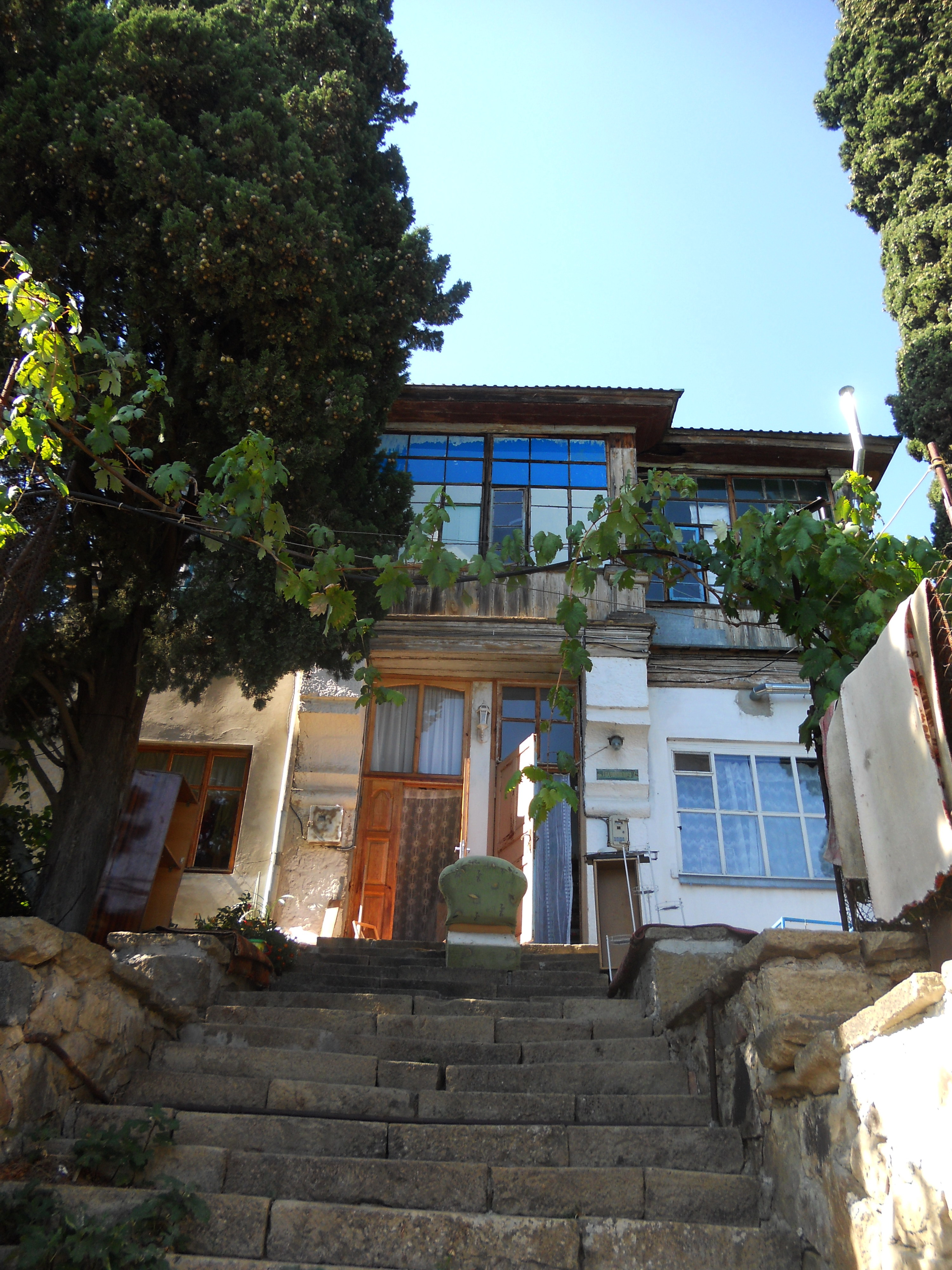
Дом Н. П. Сусловой и А. Е. Голубева, Лазурное

Ранее — населённый пункт при винодельческом хозяйстве «Кастель», существовавшем на базе прежнего имения Кастель-Приморский. Статус посёлка и название присвоены решением Крымоблисполкома от 8 сентября 1958 года, на 15 июня 1960 года посёлок в составе Маломаякского сельсовета Алуштинского района. 1 января 1965 года, указом Президиума ВС УССР «О внесении изменений в административное районирование УССР — по Крымской области», Алуштинский район был преобразован в Алуштинский горсовет и посёлок также включили в его состав. По данным переписи 1989 года в селе проживало 249 человек. С 12 февраля 1991 года село в восстановленной Крымской АССР, 26 февраля 1992 года переименованной в Автономную Республику Крым. Постановлением Верховной Рады Крыма от 16 октября 2009 года посёлку Лазурное присвоен статус села. С 21 марта 2014 года в составе Крыма аннексировано Россией, с 5 июня 2014 года — в городском округе Алушта.

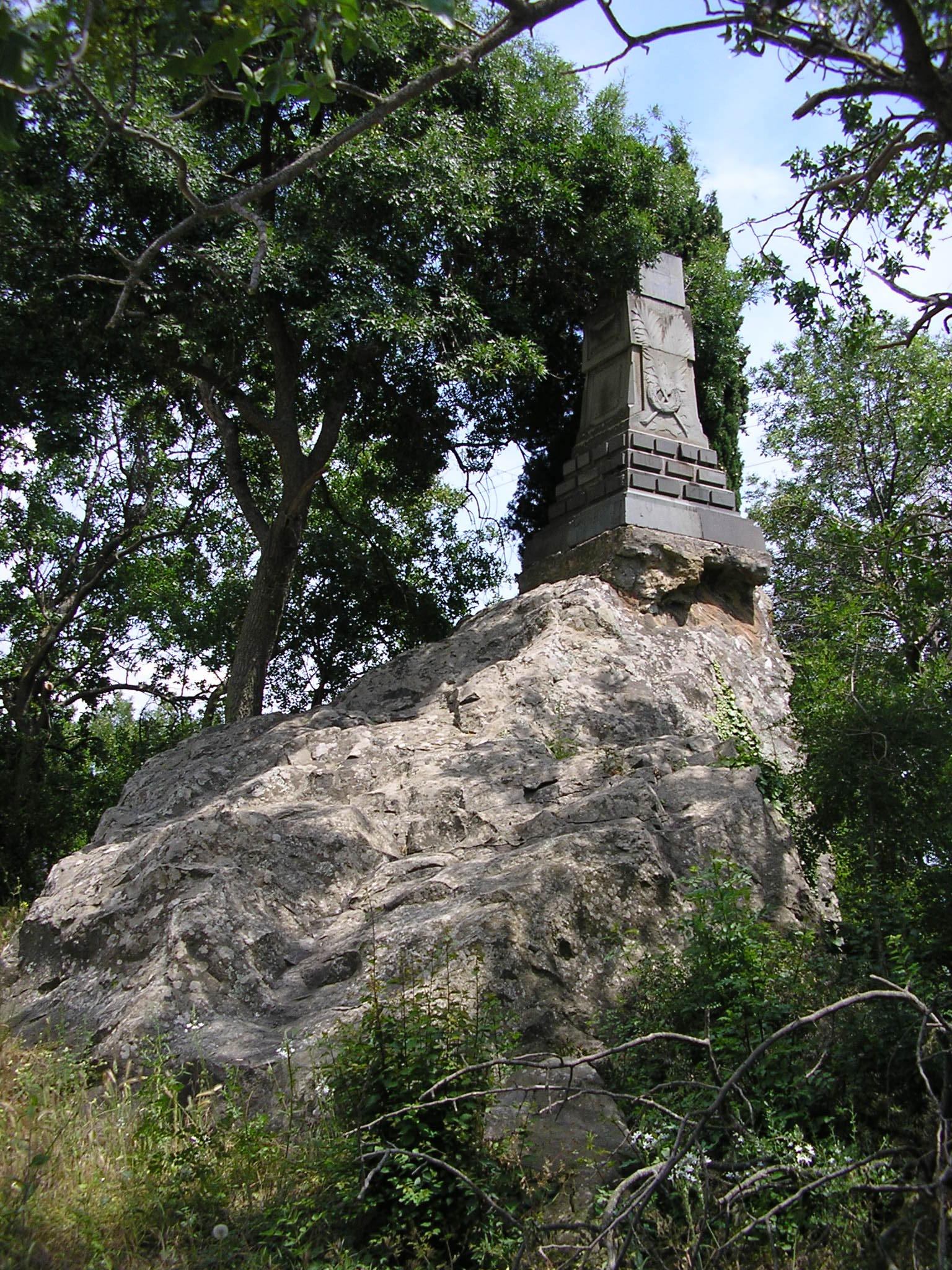
Памятный знак в честь профессора Н. А. Головкинского, Лазурное